# Salival
Salival é um álbum ao vivo, de outtakes e de vídeo lançado como um box set de edição limitada em CD/VHS e CD/DVD em 2000 pela banda de rock progressivo americana Tool.
 Inclui um livro de 56 páginas com fotos e imagens dos vídeosclipes.
| Críticas profissionais                                                      | Críticas profissionais |
| Avaliações da crítica                                                       | Avaliações da crítica  |
| Fonte                                                                       | Avaliação              |
| --------------------------------------------------------------------------- | ---------------------- |
| allmusic                                                                    | (CD/VHS)               |
| allmusic                                                                    | (CD/DVD)               |
| Rolling Stone                                                               | [ 3 ]                  |
| Esta tabela precisa de ser acompanhada por texto em prosa. Consulte o guia. |                        |

## Contexto
A faixa ao vivo "You Lied" é um cover de uma música da ex-banda de Justin Chancellor, Peach. O cover de "No Quarter", do Led Zeppelin, foi originalmente gravado para a trilha sonora do filme Private Parts, mas a banda posteriormente decidiu não permitir que fosse usada, o que levou à críticas de Howard Stern, que anteriormente havia endossado a banda.
Salival é o segundo e último lançamento oficial do Tool a apresentar material ao vivo (o outro lançamento ao vivo da banda, consistindo principalmente de músicas do Lollapalooza de 1993, está disponível no esgotado "Sober - Tales of Darkside"). As faixas foram gravadas em vários shows diferentes antes do lançamento oficial em 2000; no entanto, como o livreto apenas lista locais sem informações de data, as fontes exatas não são confirmadas. Prováveis candidatos para a maioria das gravações são a turnê de verão de 1998, embora a gravação em San Diego possa ser "Third Eye", "Pushit" ou "Merkaba" da primavera de 1997.
Versões ao vivo das faixas "Pushit" e "Third Eye" do álbum anterior aparecem aqui, além de uma versão ao vivo da música "Part of Me" de Opiate. O instrumental "Merkaba" era originalmente uma introdução para a música Sober quando tocada ao vivo, no entanto nenhuma faixa do Undertow aparece aqui em formato ao vivo. O nome "Merkaba"; traduzindo "mer-luz", "ka-espírito", "ba-corpo" é o veículo de luz divina alegadamente utilizado pelos mestres ascensos para se conectar e alcançar aqueles que estão em sintonia com os reinos mais elevados. Uma referência também à escola merkabah de misticismo judaico no que se refere à uma meditação moderna. "Message to Harry Manback II", "No Quarter" e "L.A.M.C." foram gravados durante as sessões de Ænima, apesar de terem sido regravados um pouco antes de serem lançados no Salival.

### Rumores e Vazamentos
Tal como acontece com outros lançamentos, houve rumores durante o período do Salival. Mais notavelmente de que a banda estava se separando. Maynard James Keenan disse: "nós mencionamos alguns títulos musicais e alguns idiotas saíram e reservaram todos os nomes ".com" e ".org"".

## Arte e Embalagem
O álbum é embalado em uma caixa preta apresentando o "homem salival" com os braços estendidos. Está contido em um slipcase (caixa de quatro ou cinco lados) translúcido que apresenta o logotipo da banda na frente. Quando a capa do próximo álbum é colocada no centro inferior dentro do slipcase translúcido invertido da versão VHS, mostrando a árvore da vida, cria uma imagem que faz alusão a faixa mística "Merkaba"; enquanto a alma sobe do centro do peito do homem arquetípico da capa de Lateralus formando uma "tocha" com a escápula laranja-brilhante do "homem salival", exatamente no lugar onde fica a sephirah oculta conhecida como "daath" na árvore da vida, conectando os mundos do macrocosmo e microcosmo.
 A frente do livro que acompanha a embalagem possui um pequeno quadrado brilhante em sua frente. Após o lançamento inicial, a embalagem vinha com dois adesivos na capa; um anunciando que o novo álbum de estúdio deveria chegar às lojas em 17 de abril de 2001, no 37º aniversário de Maynard, embora tenha sido posteriormente marcado para 15 de maio. O outro adesivo, um Parental Advisory, seria o quarto e último a aparecer em um álbum da banda.
A parte de áudio do CD do álbum está contida dentro de uma bandeja de disco na parte de trás do livro de 56 páginas, que tem dimensões semelhantes e é apenas um pouco maior que o padrão de um estojo de CD.

## Erros no álbum
As primeiras prensagens de Salival contêm erros tipográficos, bem como a edição VHS com fita vermelha. As edições posteriores não possuem essas gralhas.
 Os seguintes erros de digitação são encontrados no livreto do CD:
- Os nomes de Aloke Dutta e Paul D'Amour estão errados como "Aloke Dutto" e "Paul D'Mour".
- "Stinkfist" está listado como "Stink Fist".
- "Message to Harry Manback II" está listado como "Messege to Harry Manback II".
- A ordem de reprodução dos vídeos no VHS é listada em ordem cronológica inversa.
- A ordem das faixas de "Merkaba" e "You Lied" está incorreta.

Um erro tipográfico apareceu na versão 61422-31158-2R do VHS; Stinkfist foi escrito como 'Stinkfest' no adesivo da etiqueta.

## Faixas
Todas as músicas compostas por Adam Jones, Danny Carey, Justin Chancellor, e Maynard James Keenan, exceto onde anotado.
| CD             |                                                                                        |                                         |         |  |
| N.º            | Título                                                                                 | Compositor(es)                          | Duração |  |
| 1.             | "Third Eye" (ao vivo)                                                                  |                                         | 14:05   |  |
| 2.             | "Part of Me" (ao vivo)                                                                 | Jones Carey Keenan Paul D'Amour         | 3:32    |  |
| 3.             | "Pushit" (ao vivo)                                                                     | Jones Carey Keenan Paul D'Amour         | 13:56   |  |
| 4.             | "Message to Harry Manback II"                                                          |                                         | 1:14    |  |
| 5.             | "You Lied" (ao vivo, cover de Peach)                                                   | Simon Oakes                             | 9:17    |  |
| 6.             | "Merkaba" (ao vivo)                                                                    |                                         | 9:48    |  |
| 7.             | "No Quarter" (cover de Led Zeppelin)                                                   | Jimmy Page John Paul Jones Robert Plant | 11:12   |  |
| 8.             | "L.A.M.C." (A faixa termina em 6:44. A canção secreta "Maynard's Dick" começa em 7:09) |                                         | 10:53   |  |
| Duração total: | Duração total:                                                                         | Duração total:                          | 73:57   |  |

| DVD/VHS        |                                                    |         |  |
| N.º            | Título                                             | Duração |  |
| 1.             | "Ænema"                                            | 6:39    |  |
| 2.             | "Stinkfist"                                        | 5:09    |  |
| 3.             | "Prison Sex"                                       | 4:56    |  |
| 4.             | "Sober"                                            | 5:05    |  |
| 5.             | "Hush" (apenas em DVD, não incluída na versão VHS) | 2:48    |  |
| Duração total: | Duração total:                                     | 24:37   |  |

## Músicos
| - Maynard James Keenan - vocais - Adam Jones - guitarra - Justin Chancellor - baixo, vocal de apoio (em "You Lied") - Danny Carey - bateria | - Buzz Osborne – guitarra adicional (em "You Lied") - David Bottrill – teclados (em "Message to Harry Manback II") - Vince DeFranco – sintetizador (em "Third Eye") - Aloke Dutta – tabla acústico (em "Pushit") |

## Paradas
| Chart (2000)  | Posição |
| ------------- | ------- |
| Billboard 200 | 38      |
| ARIA Charts   | 29      |